# 九郷風景名勝区

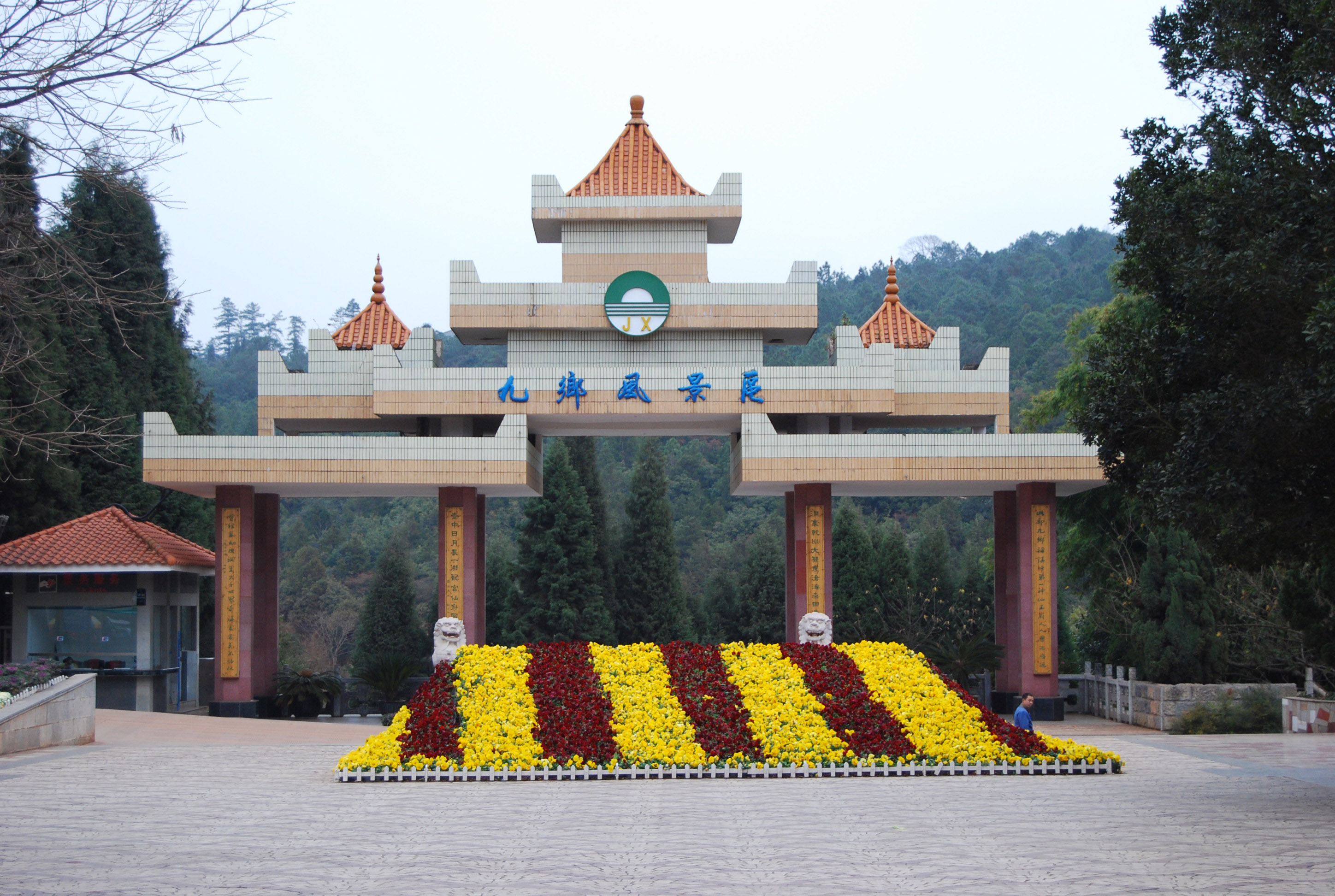
九郷風景名勝区への入口（2007年）

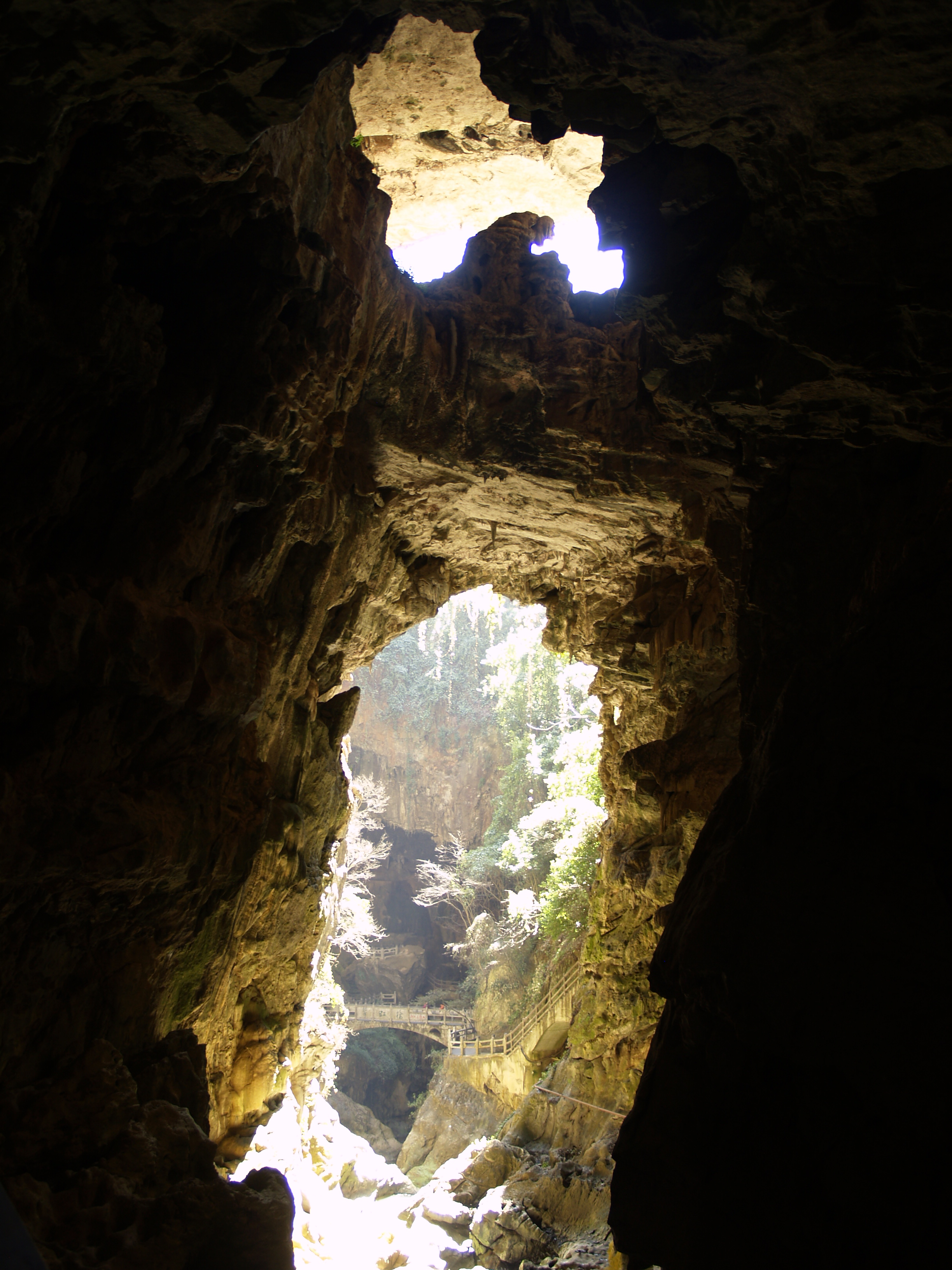
畳虹橋鍾乳洞にある天然橋

九郷風景名勝区（きゅうごふうけいめいしょうく）は、中華人民共和国雲南省昆明市宜良県にある鍾乳洞を中心とした観光地である。

## 概要
九郷風景名勝区には、いくつかの鍾乳洞が麦田渓の河岸に沿って分布していて、新原生代エディアカランカルスト紀の珪質石灰岩層に発達しており、第四紀以降に地殻が断続的に隆起し、九郷鍾乳洞群の多層構造を形成している。いくつかの洞窟の上部が崩壊した後、峡谷と自然橋も形成された。
主な洞窟は20を超え、九郷風景名勝区の面積は約20平方キロメートルになる。洞窟の一部は 1989年に観光地として開放された。1994年には、中華人民共和国国家級風景名勝区の第三回指定に九郷風景名勝区として登録された。

## 写真集

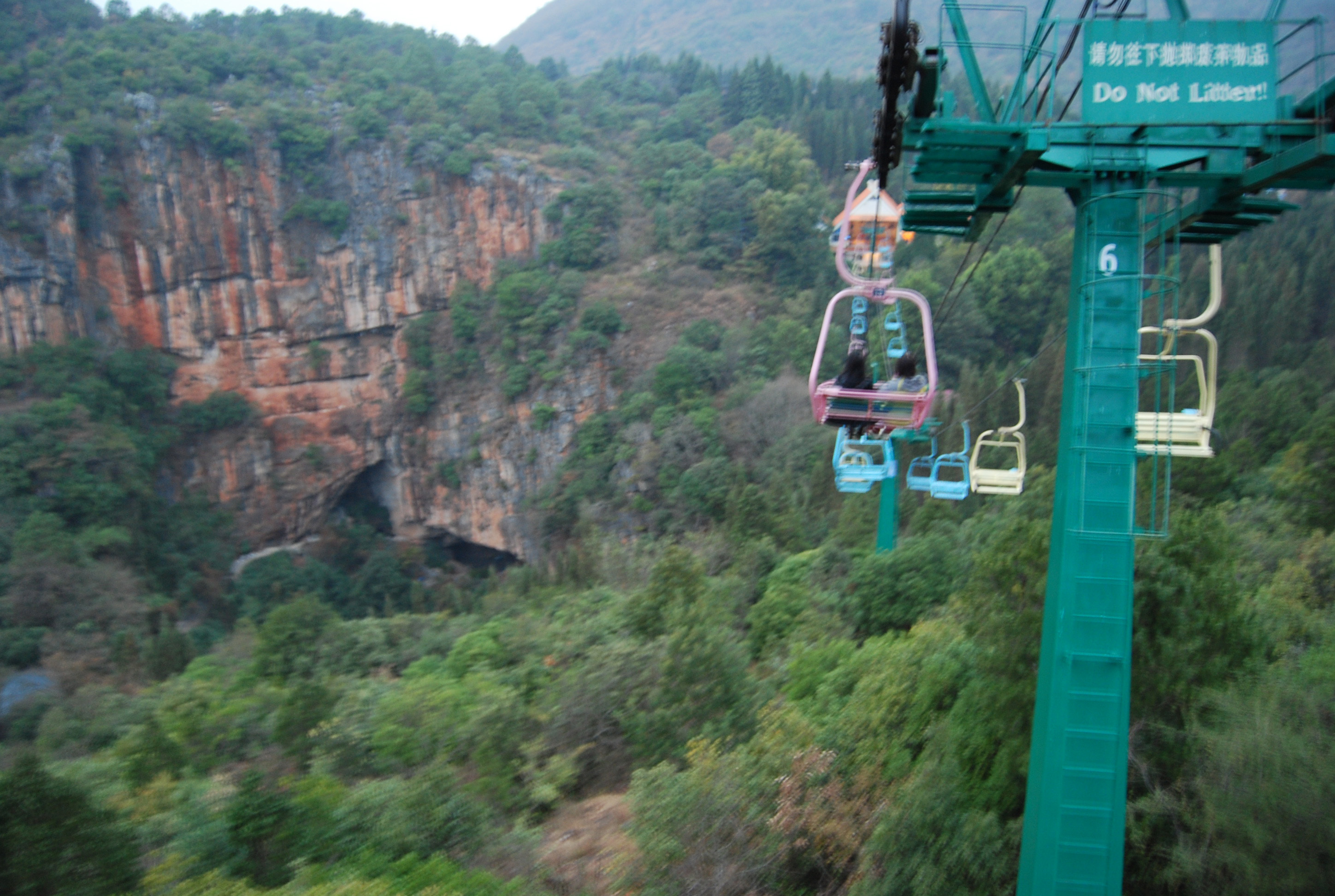
ロープウェイ
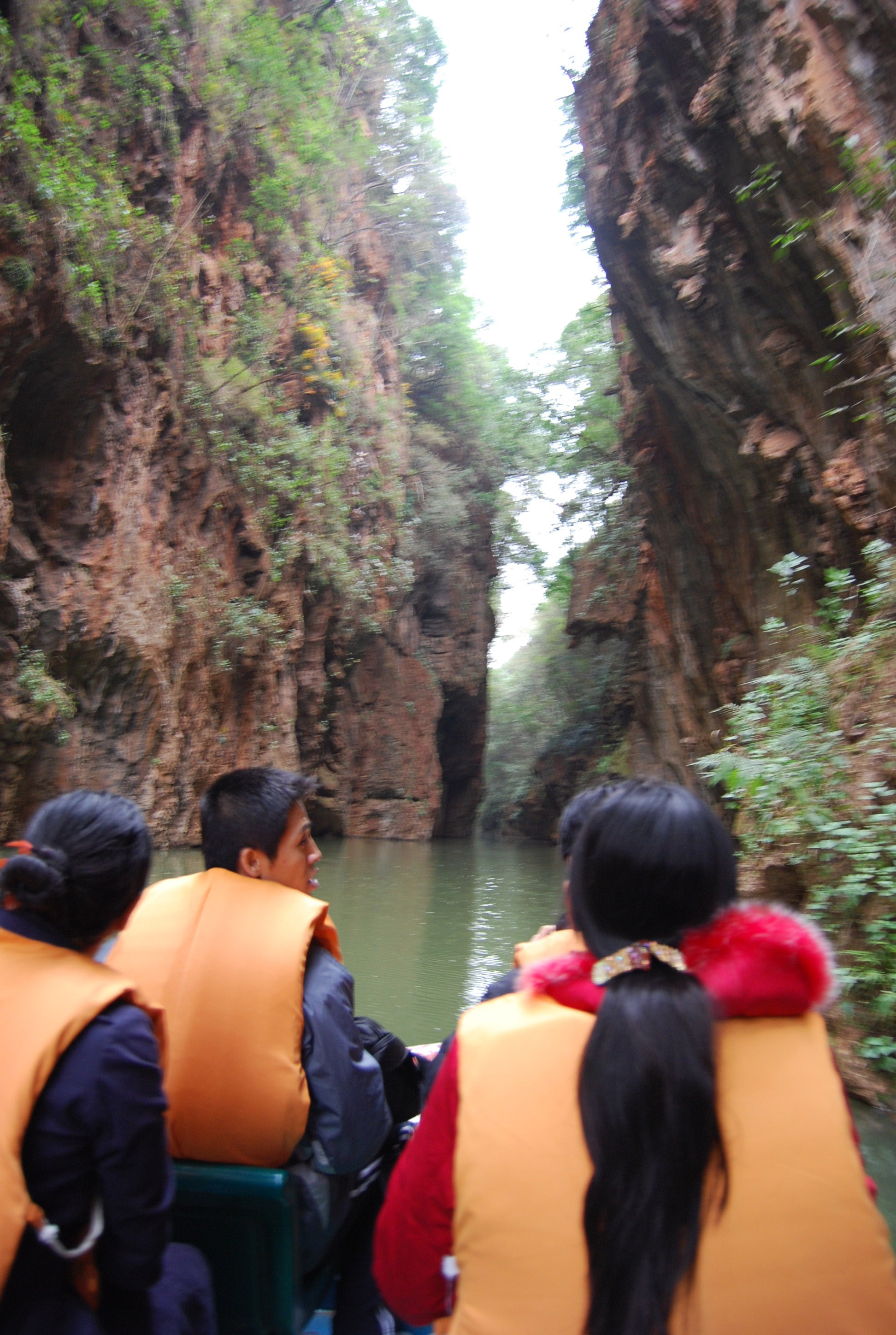
船に乗る楽しみも
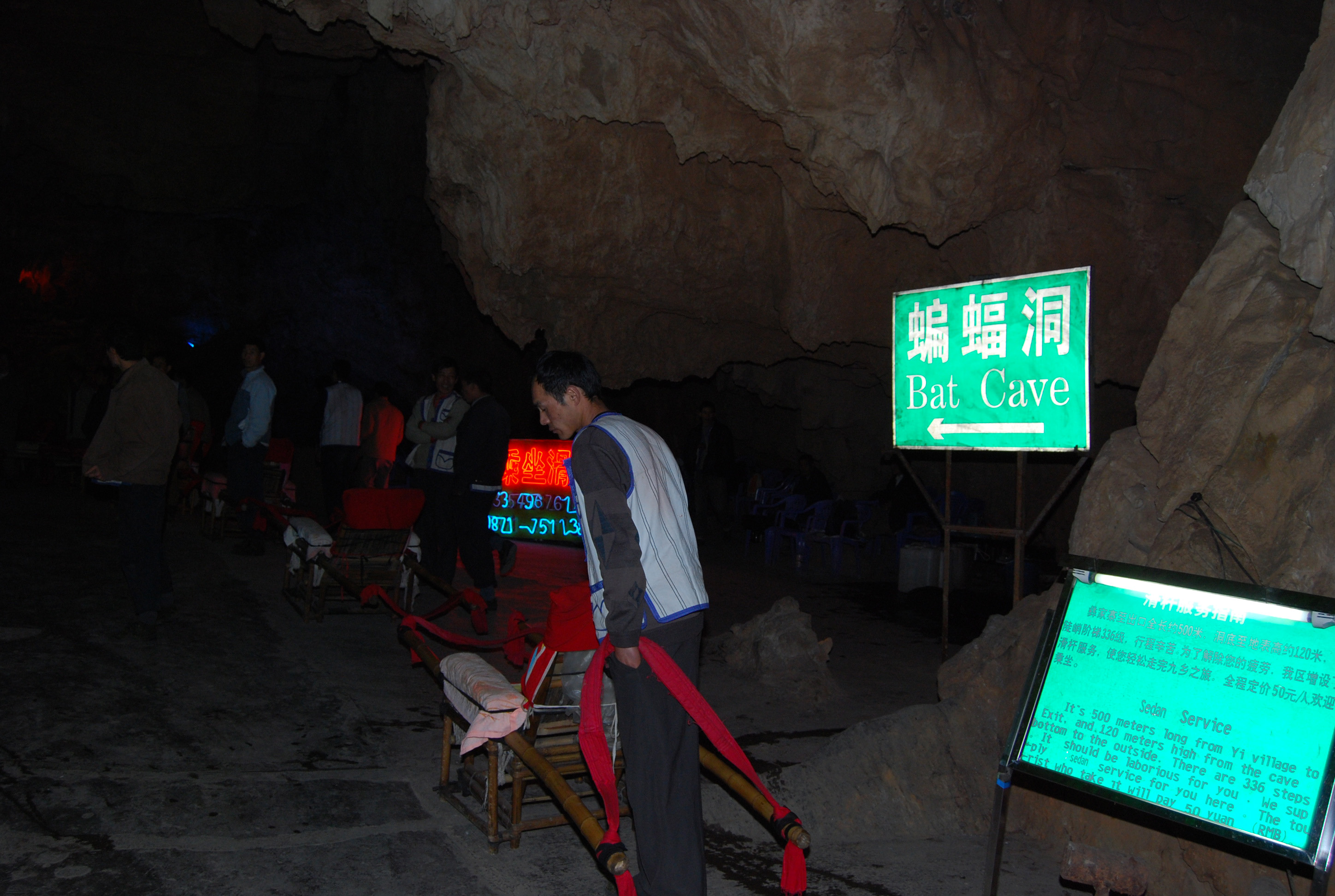
蝙蝠鍾乳洞

## 参照項目
- 雲南省の観光